# بوونفلس، نیو ساوت ولز
بوونفلس (به انگلیسی: Bowenfels) یک شهرک در استرالیا است که در نیو ساوت ولز واقع شده‌است.